# Tutto quello che vuoi
Tutto quello che vuoi è un film del 2017 scritto e diretto da Francesco Bruni, liberamente ispirato al romanzo del 2008 Poco più di niente di Cosimo Calamini. La pellicola è prevalentemente ambientata a Roma.

## Trama
Alessandro, un ragazzo di 22 anni, accetta un lavoro come accompagnatore di Giorgio, un anziano, vivace e divertente poeta di 85 anni: i due appartengono a mondi profondamente diversi, ma proprio la loro eterogeneità e distanza iniziale permetterà a Giorgio di morire serenamente e ad Alessandro di iniziare a trovare un proprio equilibrio che lo riavvicinerà al padre e lo spingerà fuori dalla gabbia emotiva nella quale si era rinchiuso.

## Promozione
Il poster ufficiale è stato rivelato il 13 aprile 2017, mentre il trailer ufficiale del film è stato diffuso online il 20 aprile 2017.

## Distribuzione
Il film è stato presentato in anteprima il 23 aprile 2017 al Bari International Film Festival. È stato distribuito nelle sale cinematografiche italiane a partire dall'11 maggio dello stesso anno da 01 Distribution.

## Riconoscimenti
- 2017 - Nastro d'argento[5][6]
  - Migliore sceneggiatura a Francesco Bruni
  - Nastro d'argento speciale a Giuliano Montaldo
  - Premio Guglielmo Biraghi - Menzione speciale ad Andrea Carpenzano
  - Candidatura per il miglior film
  - Candidatura per il miglior produttore a Beppe Caschetto
  - Candidatura per la miglior fotografia a Arnaldo Catinari
  - Candidatura per il miglior sonoro in presa diretta a Gianluca Costamagna
- 2018 - David di Donatello[7][8]
  - Miglior attore non protagonista a Giuliano Montaldo
  - Premio David giovani a Francesco Bruni
  - Candidatura per la migliore sceneggiatura originale a Francesco Bruni
- 2018 - Globo d'oro[9]
  - Candidatura per il miglior film a Francesco Bruni
  - Candidatura per il miglior attore a Giuliano Montaldo